# Conseil d'État du royaume de Prusse (1817-1918)
Ne doit pas être confondu avec Conseil d'État prussien (1921-1933).

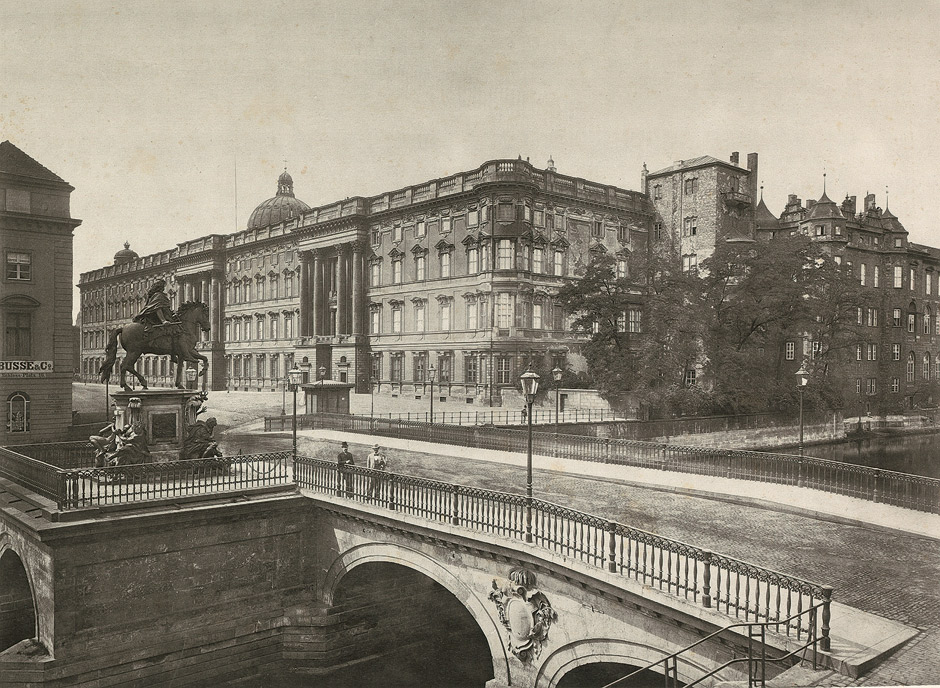
Vue du château de Berlin depuis le Long Pont (1874). Les salles du Conseil d'État se trouvaient derrière les fenêtres que l'on aperçoit sous le cheval.

Le Conseil d'État prussien est un organe consultatif auprès du roi de 1817 à 1848 et de nouveau à partir de 1854 dans l'État prussien. Ses membres ne portent pas le titre de conseiller d'État, mais peuvent se qualifier de membre du Conseil d'État.

## Histoire

### Prémices
Après la défaite de la Prusse face à Napoléon aux batailles d'Iéna et d'Auerstaedt en 1806, les réformes prussiennes commencent. Dans de nombreux domaines, on s'inspire des changements intervenus en France. Une innovation très remarquée est la création du Conseil d'État par Napoléon en 1798. Dans les États de la confédération du Rhin, des conseils d'État sont en partie constitués en tant qu'organes consultatifs basés sur ce modèle, comme par exemple la Constitution du royaume de Westphalie (de). Des conseils privés existent également dans de nombreux territoires du Saint-Empire. En Prusse, il s'agit jusqu'en 1808 du collège des conseillers secrets (de).
Heinrich Friedrich Karl vom Stein suggère également dans le mémorandum de Nassau (de) et son projet d'ordonnance du 24 novembre 1808 (qui n'est jamais entré en vigueur), la création d'un conseil d'État avec une fonction consultative et législative. L'institution d'un conseil d'État figure également dans une ordonnance de Karl August von Hardenberg du 27 octobre 1810. Il n'y a cependant pas d'introduction effective d'un Conseil d'État.

### Création en 1817
Avec l'ordonnance pour l'introduction du Conseil d'État du 20 mars 1817, le Conseil d'État est formé. Il était composé de
- les princes de la maison royale une fois qu'ils ont atteint l'âge de dix-huit ans
- Membres par bureau, à savoir
  - le chancelier d'État et le président du Conseil d'État
  - les maréchaux
  - les vrais ministres d'État chargés de l'administration
  - le ministre-secrétaire d'État, qui tient les procès-verbaux et rapports du Conseil d'État et doit se charger des formalités de la marche des affaires
  - le ministre des Postes ;
  - le chef de la Cour suprême;
  - le premier président de la Chambre suprême des comptes
  - le Conseil du Cabinet secret
  - l'officier qui fait le rapport sur les affaires militaires au roi
  - les généraux commandants des provinces, mais seulement lorsqu'ils sont spécifiquement appelés;
  - les haut présidents des provinces, mais aussi seulement s'ils sont spécialement appelés.
- de fonctionnaires qui, par mandat spécial du roi, reçoivent un siège et votent au conseil d'État et sont nommés par celui-ci.

Le Conseil d'État forme sept comités (appelés départements) de cinq membres chacun
- affaires étrangères
- guerre
- justice
- la finance
- commerce et commerce
- objets des Ministères de l'Intérieur et de la Police
- religion et éducation publique

## Tâches
Le Conseil d'État a pour mission de délibérer sur les projets de loi (ces lois pouvant également être des ordonnances, des décrets ou autres). Le Conseil d'État n'a pas de droit d'initiative, il ne traite que les projets qui lui étaient attribués. Les projets sont remis au secrétariat du Conseil d'État par le ministère compétent. Celui-ci a le droit de demander des documents supplémentaires. Les projets sont ensuite examinés par les commissions du Conseil d'État, puis en séance plénière. Le Conseil d'État n'a pas de pouvoir de décision, mais il donne son avis pour ou contre le projet et peut proposer des amendements. En général, le monarque suit ce vote. Si le monarque participe aux réunions du Conseil d'État, il quitte la séance au moment du vote afin de ne pas influencer le résultat. Pour être effective, la loi votée doit être contresignée par le ministre compétent et le président du Conseil d'État. Cela ne concerne que les lois qui ont été examinées par le Conseil d'État. Si une loi n'est pas examinée par le Conseil d'État, elle entre en vigueur sans ce contreseing.
La proportion de lois soumises au Conseil d'État diminue rapidement. En 1818, sur 16 lois appropriées, les 16 sont discutées, en 1821, il n'y en a plus que 10 sur 31, en 1826, il n'y en a plus que 4 sur 30. Selon un relevé du duc Charles de Mecklembourg-Strelitz, jusqu'en mars 1827, cent cas sont traités par le Conseil d'État et 182 cas appropriés ne lui sont pas soumis. Par un ordre du cabinet du 9 décembre 1827, le roi décide que le président du Conseil d'État doit lui présenter séparément tous les dossiers pour lesquels le gouvernement et lui-même sont en désaccord quant à leur traitement par le Conseil d'État.

### La poussée des pairs de 1831
Après la réintégration de Wilhelm von Humboldt au Conseil d'État en 1830, le climat des délibérations change. C'est surtout lors des délibérations sur le règlement des villes de Westphalie qu'une opposition au ministère d'État, dirigé par Humboldt, se forme. Humboldt réussit à organiser une majorité contre la politique conservatrice du gouvernement lors d'une série de votes. Sous l'influence de la révolution de juillet 1830, le roi craint les tendances libérales. Le 12 juillet 1831, le roi adresse au gouvernement un ordre du cabinet demandant aux ministres de mieux préparer les projets de loi soumis au Conseil d'État. Peu après, il décréte le poussée des pairs de 1831. Le Conseil d'État est élargi pour inclure le général von Rauch, l'évêque Neander, le conseiller principal secret du gouvernement Bernuth (de), le conseiller principal secret des finances von Stülpnagel, le conseiller principal secret de la justice Müller et le conseiller principal secret de l'audit Blanchard.

### Révolution de mars et ère de la réaction
À la suite de la révolution de Mars, la Prusse passe d'une monarchie absolue à une monarchie constitutionnelle en 1848. La législation est désormais exclusivement du ressort du roi et du parlement. La constitution de l'État prussien entrée en vigueur en 1850 ne prévoit pas de Conseil d'État. Le secrétariat du Conseil d'État est dissous, le secrétaire d'État Bode a déjà été suspendu le 1er octobre 1848.
À l'époque de la réaction, le roi Frédéric-Guillaume IV réactive le Conseil d'État en 1854 en tant qu'organe personnel chargé d'évaluer les affaires d'État les plus importantes. Lorsque le Conseil d'État est rétabli, son rôle dans le processus législatif change. En raison du fait que les lois ne sont désormais définitivement traitées qu'au parlement de l'État, le Conseil d'État les traite avant qu'elles ne soient discutées au parlement. Les projets qui ont été adoptés par le Conseil d'État peuvent désormais être modifiés au parlement de l'État. En conséquence, le contreseing est omis.
De nouveaux membres sont nommés (les anciens membres sont restés membres) et le Conseil d'État est invité à délibérer. Une partie des membres du Conseil d'État forme l'"Assemblée restreinte". Le 4 juillet 1854, l'assemblée plénière du Conseil d'État se réunit au château de Berlin et le roi installe les membres dans leurs fonctions. À partir de 1854, il convoque exclusivement des réunions de l'Assemblée restreinte, pour les autres membres, la qualité de membre du Conseil d'État est purement honorifique. Le roi ne renvoie que peu de dossiers au Conseil d'État pour délibération. En octobre 1856, il réunit pour la dernière fois l'Assemblée restreinte, puis l'organe s'endormit.

### Réactivation par Bismarck
À l'instigation d'Otto von Bismarck, le Conseil d'État est réactivé en 1884. Le 11 juin 1884, le roi Guillaume Ier nomme 70 nouveaux membres. Le sous-secrétaire d'État Theodor von Möller (de) est nommé secrétaire d'État du Conseil d'État. Le travail du Conseil d'État est basé sur le Règlement relatif aux délibérations du Conseil d'État. Le Règlement adapte les sections du Conseil d'État à la structure des ministères. Le Conseil d'État est avant tout subordonné au ministère d'État. La réouverture solennelle a lieu le 25 octobre 1884 dans la salle Élisabeth du château de Berlin. Les ministères ne soutiennent que peu le travail du Conseil d'État et ne lui soumettent à nouveau que peu de projets. Le Conseil d'État se réunit pour la dernière fois sous Bismarck en 1890.

### La dernière séance en 1895
Après que Hans von Kanitz présente un projet de loi au Reichstag visant à monopoliser l'importation de céréales et à introduire des prix minimaux pour les céréales, l'empereur Guillaume II déclare à la surprise générale, lors de la réunion du ministère d'État du 4 janvier 1895, de convoquer le Conseil d'État pour qu'il discute de ce projet. Cela donne lieu à d'intenses discussions. La participation d'Otto von Bismarck pose un problème de droit public. La question juridique est de savoir si sa qualité de membre s'est éteinte lorsqu'il a quitté ses fonctions ou s'il est membre à vie en raison de sa nomination en 1854. La question politique est la politique de réconciliation de l'empereur Guillaume II envers Bismarck : le chancelier impérial et ministre-président Clovis de Hohenlohe-Schillingsfürst rend visite à Bismarck à la demande de l'empereur Guillaume II et déclare qu'il deviendrait vice-président du Conseil d'État s'il se présente (Guillaume II lui-même veut présider les séances). Néanmoins, Bismarck décide de ne pas assister à la séance (qui se tient juste avant son 80e anniversaire) et Hohenlohe devient vice-président. La deuxième question est de savoir comment s'assurer une majorité pour la position gouvernementale. Le gouvernement envisage une poussée des paires et présente à cet effet des listes de noms à l'empereur Guillaume II. Au lieu de cela, une "assemblée restreinte" du Conseil d'État est convoquée. Les 16 membres du Conseil d'État ainsi sélectionnés, conseillés par 26 grands agronomes et magnats de la finance, se réunissent du 12 au 21 mars sous la présidence de l'empereur.
C'est la dernière réunion du Conseil d'État. Il n'est plus jamais convoqué, de nouveaux membres ne sont plus nommés, mais le Conseil d'État n'est pas non plus supprimé. Son existence de jure prend fin avec la Révolution de novembre : à cette date, il ne compte plus que 8 membres - en plus des membres de droit. La loi sur l'organisation provisoire du pouvoir d'État en Prusse du 20 mars 1919 ne prévoit plus le Conseil d'État. La constitution de l'État libre de Prusse du 30 novembre 1920 prévoit un Conseil d'État. Cependant, ce n'est pas dans la tradition de l'ancien Conseil d'État, mais représente les provinces prussiennes et est plus orienté vers le Conseil impérial.

## Lieux de réunion
Entre 1817 et 1848, le Conseil d'État se réunit dans la salle du Conseil d'État du château de Berlin, conçue par Karl Friedrich Schinkel. La salle se trouve au rez-de-chaussée de l'aile sud, derrière la troisième à la sixième fenêtre à l'ouest du portail II. En tant que partie des salles du Conseil d'État, la salle accueillit à partir de 1910 le président de la Société Kaiser-Wilhelm à partir de 1910. Pendant la Seconde Guerre mondiale, les pièces sont restées presque intactes jusqu'à ce qu'elles soient perdues lors de l'explosion du château en 1950.

## Personnalités

### Membres
Pour les membres du Conseil d'État, voir Liste des membres du Conseil d'État prussien (1817-1918) (de).

### Présidents
- Karl August von Hardenberg (1817–1822)
- Charles de Mecklembourg (1825-1837)
- Karl von Müffling dit Weiß (1837–1847)
- Friedrich Carl von Savigny (1847–1848)
- Otto Theodor von Manteuffel (1854–1856)